# Kalbe (Milde)
Kalbe is een stad in de Duitse deelstaat Saksen-Anhalt, en maakt deel uit van de Landkreis Altmarkkreis Salzwedel.
Kalbe (Milde) telt 7.498 inwoners.

## Indeling gemeente
De gemeente is onderverdeeld in de volgende Ortschaften en Ortsteilen:
- Ortschaft Kalbe (Milde) met Ortsteilen Kalbe (Milde), Bühne en Vahrholz
- Ortschaft Altmersleben met Ortsteilen Altmersleben en Butterhorst
- Badel
- Ortschaft Brunau met Ortsteilen Brunau en Plathe
- Ortschaft Engersen met Ortsteilen Engersen und Klein Engersen
- Ortschaft Güssefeld met Ortsteil Güssefeld
- Ortschaft Jeetze met Ortsteilen Jeetze en Siepe
- Jeggeleben
- Ortschaft Kahrstedt met Ortsteilen Kahrstedt en Vietzen
- Ortschaft Kakerbeck met Ortsteilen Kakerbeck, Brüchau en Jemmeritz
- Ortschaft Neuendorf am Damm met Ortsteilen Neuendorf am Damm en Karritz
- Ortschaft Packebusch met Ortsteilen Packebusch en Hagenau
- Ortschaft Vienau met Ortsteilen Vienau, Beese, Dolchau en Mehrin
- Ortschaft Wernstedt met Ortsteil Wernstedt
- Ortschaft Winkelstedt met Ortsteilen Winkelstedt, Faulenhorst en Wustrewe
- Zethlingen

Apenburg-Winterfeld ·
Arendsee (Altmark) ·
Beetzendorf ·
Dähre ·
Diesdorf ·
Gardelegen ·
Jübar ·
Kalbe (Milde) ·
Klötze ·
Kuhfelde ·
Rohrberg ·
Salzwedel ·
Wallstawe